# صفرلی (آق‌دام)
صفرلی (به لاتین: Səfərli) یک منطقه مسکونی در جمهوری آذربایجان است که در شهرستان آق‌دام واقع شده است.